# Drag Race México (prima edizione)
La prima edizione di Drag Race México è andata in onda in Messico dal 22 giugno 2023 sul canale televisivo MTV e sulla piattaforma streaming Paramount+.
Il 24 maggio 2023 sono state annunciate le undici concorrenti, provenienti da diverse parti del Messico, in competizione per ottenere il titolo di México Next Drag Superstar.
Cristian Peralta, vincitrice dell'edizione, ha guadagnato come premio 550000 MX$, una fornitura di cosmetici della Anastasia Beverly Hills, una corona e uno scettro di Amped Accessories.

## Concorrenti
Le undici concorrenti che prendono parte al reality show sono:
| Concorrente      | Vero nome                   | Età | Città                                  | Posizionamento |
| ---------------- | --------------------------- | --- | -------------------------------------- | -------------- |
| Cristian Peralta | Cristian Peralta            | 35  | Guadalajara – Jalisco                  | Vincitrice     |
| Gala Varo        | Josué Armez                 | 33  | Morelia – Michoacán                    | Finaliste      |
| Matraka          | Gerardo Reyes Toledo        | 24  | León – Guanajuato                      | Finaliste      |
| Regina Voce      | Anuar Kuri                  | 41  | Città del Messico – Distretto Federale | Finaliste      |
| Lady Kero        |                             | 33  | Ocotlán de Morelos – Oaxaca            | 5º posto       |
| Margaret Y Ya    | Margaret Edo Peltier        | 28  | Città del Messico – Distretto Federale | 6º posto       |
| Argennis         | Argennis Ruvalcaba Martinez | 26  | Ciudad Juárez – Chihuahua              | 7º posto       |
| Serena Morena    |                             | 34  | Aguascalientes – Aguascalientes        | 8º posto       |
| Pixie Pixie      | Antonio Marín               | 32  | Città del Messico – Distretto Federale | 9º posto       |
| Vermelha Noir    |                             | 24  | Santiago de Querétaro – Querétaro      | 10º posto      |
| Miss Vallarta    |                             | 25  | Puerto Vallarta – Jalisco              | 11º posto      |

## Tabella eliminazioni
| Ordine | Episodi  | Episodi  | Episodi  | Episodi  | Episodi  | Episodi  | Episodi  | Episodi  | Episodi  | Episodi  | Episodi          | Episodi |
| Ordine | 1        | 2        | 3        | 4        | 5        | 6        | 7        | 8        | 9        | 10       | 12               |         |
| ------ | -------- | -------- | -------- | -------- | -------- | -------- | -------- | -------- | -------- | -------- | ---------------- | ------- |
| 1      | Cristian | Argennis | Regina   | Cristian | Gala     | Cristian | Matraka  | Matraka  | Cristian | Cristian | Cristian Peralta |         |
| 2      | Kero     | Cristian | Argennis | Gala     | Matraka  | Kero     | Gala     | Gala     | Regina   | Gala     | Gala Varo        |         |
| 3      | Matraka  | Margaret | Cristian | Regina   | Margaret | Matraka  | Regina   | Cristian | Matraka  | Matraka  | Matraka          |         |
| 4      | Regina   | Gala     | Pixie    | Matraka  | Regina   | Regina   | Cristian | Kero     | Gala     | Regina   | Regina Voce      |         |
| 5      | Serena   | Matraka  | Kero     | Kero     | Cristian | Margaret | Kero     | Regina   | Kero     |          |                  |         |
| 6      | Gala     | Kero     | Matraka  | Margaret | Kero     | Gala     | Margaret |          |          |          |                  |         |
| 7      | Argennis | Pixie    | Gala     | Serena   | Argennis | Argennis |          |          |          |          |                  |         |
| 8      | Pixie    | Regina   | Margaret | Argennis | Serena   |          |          |          |          |          |                  |         |
| 9      | Margaret | Vermelha | Serena   | Pixie    |          |          |          |          |          |          |                  |         |
| 10     | Vallarta | Serena   | Vermelha |          |          |          |          |          |          |          |                  |         |
| 11     | Vermelha | Vallarta |          |          |          |          |          |          |          |          |                  |         |

Legenda:
     La concorrente ha vinto la gara
     La concorrente è arrivata in finale ma non ha vinto la gara
     La concorrente ha vinto la puntata
     La concorrente figura tra le prime, si è esibita in playback ma ha perso
     La concorrente figura tra le prime ma non ha vinto la puntata
     La concorrente è salva e accede alla puntata successiva (l'ordine di chiamata è casuale)
     La concorrente figura tra le ultime ma non ed è a rischio eliminazione
     La concorrente figura tra le ultime due ed è a rischio eliminazione
     La concorrente è stata eliminata

## Giudici
- Valentina
- Lolita Banana
- Óscar Madrazo

### Giudici ospiti
- Christian Chávez
- Rojstar
- Danna Paola
- Karime Pindter
- Alejandra Bogue
- Mauricio Martínez
- Alan Estrada
- Mabel Cadena
- Manu Nna
- Laura Carmine

## Special guest
- Walter Gomez
- Nelson Parra
- Juanita Delgado
- Norvina
- Thalía

## Riassunto episodi

### Episodio 1 –Drag Mi Tierra México
Il primo episodio della prima edizione messicana si apre con le concorrenti che entrano nell'atelier. La prima a entrare è Pixie Pixie, l'ultima è Matraka. Valentina e Lolita Banana fanno il loro ingresso annunciando l'inizio di una nuova edizione e dando il benvenuto alle concorrenti.
- La mini sfida: le concorrenti prendono parte ad un servizio fotografico a tema piñata, dove devono posare a mezz'aria mentre devono resistere al vento generato da un ventilatore. La vincitrice della mini sfida è Margaret Y Ya.
- La sfida principale: Valentina e Lolita Banana annunciano che le concorrenti, devono presentare un outfit da sfoggiare sulla passerella, che deve essere ispirato dalla rispettive città d'origine.

| Concorrente      | Città d'origine       |
| ---------------- | --------------------- |
| Argennis         | Ciudad Juárez         |
| Cristian Peralta | Guadalajara           |
| Gala Varo        | Morelia               |
| Lady Kero        | Ocotlán de Morelos    |
| Margaret Y Ya    | Città del Messico     |
| Matraka          | León                  |
| Miss Vallarta    | Puerto Vallarta       |
| Pixie Pixie      | Città del Messico     |
| Regina Voce      | Città del Messico     |
| Serena Morena    | Aguascalientes        |
| Vermelha Noir    | Santiago de Querétaro |

Giudice ospite della puntata è Christian Chávez. Valentina dichiara Regina, Serena, Gala, Argennis e Pixie salve, e lascia le altre concorrenti sul palco per le critiche. Miss Vallarta e Vermelha Noir sono le peggiori mentre Cristian Peralta è la migliore della puntata.
- L'eliminazione: Miss Vallarta e Vermelha Noir vengono chiamate ad esibirsi con la canzone En la obscuridad di Belinda. Dopo un'esibizione deludente da parte di entrambe, Valentina e Lolita Banana decidono di non voler fare eliminazioni per festeggiare la prima puntata: sia Miss Vallarta sia Vermelha Noir sono pertanto salve.

### Episodio 2 –Mi Quinceañera Drag
Il secondo episodio si apre con le concorrenti che rientrano nell'atelier dopo la mancata eliminazione, con Vallarta e Vermelha grate di avere ancora una possibilità per dimostrare le loro qualità, nonostante un lipsync abbastanza deludente. Successivamente le concorrenti si complimentano con Cristian per la prima vittoria dell'edizione.
- La sfida principale: le concorrenti devono realizzare un outfit d'alta moda utilizzando esclusivamente oggetti e materiali che si possono trovare durante una quinceañera, la tradizionale festa dei quindici anni che si svolge nei vari paesi latinoamericani. Valentina e Lolita Banana ritornano nell'atelier per vedere come procedono i preparativi della sfida, offrendo alle concorrenti consigli su come eccellere nella sfida di moda. Durante la creazione degli outfit ci furono alcuni problemi, ad esempio Cristian, Gala e Regina hanno avuto difficoltà a realizzare i loro look a causa della loro inesperienza con il cucito, mentre i materiali scelti da Vallarta non sono sufficienti per realizzare l'outfit nella maniera originariamente pianificata.

Giudice ospite della puntata è Rojstar. Il tema della sfilata è Quinceañera Drag, dove le concorrenti devono presentare l'outfit appena creato. Lolita Banana dichiara Gala, Matraka, Kero, Pixie e Regina salve, e lascia le altre concorrenti sul palco per le critiche. Serena Morena e Miss Vallarta sono le peggiori mentre Argennis è la migliore della puntata.
- L'eliminazione: Serena Morena e Miss Vallarta vengono chiamate ad esibirsi con la canzone Mírala, míralo di Alejandra Guzmán. Serena Morena si salva, mentre Miss Vallarta viene eliminata dalla competizione.

### Episodio 3 –Noche de María Félix
Il terzo episodio si apre con le concorrenti che rientrano nell'atelier dopo l'eliminazione di Vallarta, con Serena pronta a dimostrare tutte le sue qualità per evitare di finire tra le peggiori, mentre alcune sono convinte che Vermelha avrebbe dovuto essere tra le peggiori.
- La mini sfida: le concorrenti, divise in coppie, devono mangiare il maggior numero di tacos possibile, usando le braccia di una e la bocca di un'altra. Le vincitrici della mini sfida sono Regina Voce e Vermelha Noir.
- La sfida principale: le concorrenti, sempre divise in coppie, devono ideare, realizzare e produrre uno spot commerciale per promuovere la propria azienda lavorativa. Avendo vinto la mini sfida, Regina e Vermelha hanno la possibilità di scegliere per prime la loro azienda lavorativa. Dopo aver scritto il copione, le concorrenti raggiungono Valentia e Lolita Banana, che aiuteranno a produrre gli spot nel ruolo di registe.

| Concorrente      | Nome agenzia           | Tipo di agenzia    |
| ---------------- | ---------------------- | ------------------ |
| Argennis         | Extasiada Aerolínea    | Compagnia aerea    |
| Cristian Peralta | Extasiada Aerolínea    | Compagnia aerea    |
| Gala Varo        | Uñas La Tigresa        | Nail Art Saloon    |
| Margaret Y Ya    | Uñas La Tigresa        | Nail Art Saloon    |
| Lady Kero        | Taller El Parachoques  | Officina meccanica |
| Serena Morena    | Taller El Parachoques  | Officina meccanica |
| Matraka          | Funeraria San Ramos    | Impresa funebre    |
| Pixie Pixie      | Funeraria San Ramos    | Impresa funebre    |
| Regina Voce      | Taquería Las Tortillas | Chiosco dei tacos  |
| Vermelha Noir    | Taquería Las Tortillas | Chiosco dei tacos  |

Giudice ospite della puntata è Danna Paola. Il tema della sfilata è La Noche de las Mil María Félix, dove le concorrenti devono sfoggiare un abito che rispecchi un look iconico di María Félix. Valentina dichiara Pixie, Kero, Matraka e Gala salve, e lascia le altre concorrenti sul palco per le critiche. Vermelha Noir e Serena Morena sono le peggiori mentre Regina Voce è la migliore della puntata.
- L'eliminazione: Vermelha Noir e Serena Morena vengono chiamate ad esibirsi con la canzone XT4S1S di Danna Paola. Serena Morena si salva, mentre Vermelha Noir viene eliminata dalla competizione.

### Episodio 4 –Acapulco Shore: El Rusical
Il quarto episodio si apre con le concorrenti che rientrano nell'atelier dopo l'eliminazione di Vermelha, con Regina al settima cielo per aver vinto la sua prima sfida. Il giorno successivo si discuta su chi possiede delle abilità di danza.
- La mini sfida: le concorrenti devono "leggersi" a vicenda, ovvero dire qualcosa di cattivo ma facendolo in modo scherzoso. La vincitrice della mini sfida è Margaret Y Ya.
- La sfida principale: le concorrenti prendono parte a un musical ispirato ad Acapulco Shore, in cui ogni concorrente avrà il ruolo di un personaggio ispirato da uno proveniente dall'omonimo reality show. Durante l'assegnazione dei ruoli, si vengono a creare delle tensioni fra alcune delle concorrenti che vogliono interpretare lo stesso personaggio. Le concorrenti raggiungono il palcoscenico principale, dove ad attenderle c'è Nelson Parra, con il quale organizzano la coreografia per spettacolo. I personaggi interpretati dalle concorrenti sono stati:

| Concorrente      | Personaggio interpretato |
| ---------------- | ------------------------ |
| Argennis         | Rosa                     |
| Cristian Peralta | La Gran Matrioshka       |
| Gala Varo        | Vulvandra Panochavez     |
| Lady Kero        | Gar                      |
| Margaret Y Ya    | Go                       |
| Matraka          | Betty                    |
| Pixie Pixie      | La                       |
| Regina Voce      | La Reina                 |
| Serena Morena    | Dolo                     |

Giudice ospite della puntata è Karime Pindter. Il tema della sfilata è Oro, dove le concorrenti devono sfoggiare un abito completamente dorato. Lolita Banana dichiara Matraka, Kero e Margaret salve, e lascia le altre concorrenti sul palco per le critiche. Pixie Pixie e Argennis sono le peggiori mentre Cristian Peralta è la migliore della puntata.
L'eliminazione: Pixie Pixie e Argennis vengono chiamate ad esibirsi con la canzone Mío di Paulina Rubio. Argennis si salva, mentre Pixie Pixie viene eliminata dalla competizione.

### Episodio 5 –Girl Band Mexicana
Il quinto episodio si apre con le concorrenti che rientrano nell'atelier dopo l'eliminazione di Pixie, con Cristian che, nonostante sia al settimo cielo per la sua seconda vittoria, è convinta che una tra Regina o Gala avrebbero meritato di vincere questa settimana. Il giorno successivo Argennis afferma che è pronta a dimostrare tutte le sue qualità per evitare di finire di nuovo tra le peggiori.
- La mini sfida: le concorrenti devono decorare ed indossare dei tradizionali stivali a punta messicani, per poi a turno mostrare a Valentina e Lolita Banana la loro coreografia migliore. Le vincitrici della mini sfida sono Argennis e Matraka.
- La sfida principale: le concorrenti, divise in due gruppi, devono scrivere, produrre e coreografare un numero da girl group. Avendo vinto la mini sfida, Argennis e Matraka saranno i capitani e potranno scegliere i membri del proprio gruppo. Argennis sceglie per il suo gruppo Gala, Cristian e Kero, mentre Matraka sceglie Regina, Margaret e Serena. Una volta scritto il pezzo, le concorrenti vengono raggiunte da Valentina, Lolita Banana e Juanita Delgado, che aiuteranno nella registrazione dei brani.

| Concorrenti      | Nome girl group | Brano della performance              |
| ---------------- | --------------- | ------------------------------------ |
| Argennis         | Las Palanquetas | "Así soy yo" (Las Palanquetas Remix) |
| Cristian Peralta | Las Palanquetas | "Así soy yo" (Las Palanquetas Remix) |
| Gala Varo        | Las Palanquetas | "Así soy yo" (Las Palanquetas Remix) |
| Lady Kero        | Las Palanquetas | "Así soy yo" (Las Palanquetas Remix) |
| Margaret Y Ya    | Las Meximamis   | "Así soy yo" (Las Meximamis Remix)   |
| Matraka          | Las Meximamis   | "Así soy yo" (Las Meximamis Remix)   |
| Regina Voce      | Las Meximamis   | "Así soy yo" (Las Meximamis Remix)   |
| Serena Morena    | Las Meximamis   | "Así soy yo" (Las Meximamis Remix)   |

Giudice ospite della puntata è Alejandra Bogue. Il tema della sfilata è Flores de México, dove le concorrenti devono sfoggiare un abito con dei fiori. Valentina dichiara Regina e Cristian salve, e lascia le altre concorrenti sul palco per le critiche. Argennis e Serana Morena sono le peggiori mentre Gala Varo e Matraka sono le migliori della puntata.
- L'eliminazione: Argennis e Serana Morena vengono chiamate ad esibirsi con la canzone Amor prohibido di Selena Quintanilla. Argennis si salva, mentre Serena Morena viene eliminata dalla competizione.

### Episodio 6 –Snatch Game
Il sesto episodio si apre con le concorrenti che rientrano nell'atelier dopo l'eliminazione di Serena, con le concorrenti che iniziano a sentire la pressione a metà percorso. Il giorno successivo le concorrenti fanno il calcolo delle vittorie di tutti.
- La mini sfida: le concorrenti devono truccarsi in 3 minuti, all'interno di una cabina, senza poter utilizzare nessun tipo di specchio cercando di ricreare un trucco ispirato alla figura della Calavera Catrina. La vincitrice della mini sfida è Regina Voce.
- La sfida principale: le concorrenti prendono parte alla sfida più attesa in ogni edizione dello show, lo Snatch Game. Valentina e Óscar Madrazo sono i concorrenti del gioco. Le concorrenti dovranno scegliere una celebrità e impersonarla per l'intero gioco, con lo scopo di essere il più divertenti possibili. Le celebrità scelte dalle concorrenti sono state:

| Concorrente      | Personaggio interpretato |
| ---------------- | ------------------------ |
| Argennis         | Gloria Trevi             |
| Cristian Peralta | Verónica Castro          |
| Gala Varo        | La Llorona               |
| Lady Kero        | Luna Gil                 |
| Margaret Y Ya    | Martha Debayle           |
| Matraka          | Adela Micha              |
| Regina Voce      | Walter Mercado           |

Giudice ospite della puntata è Mauricio Martínez. Il tema della sfilata è Sobrenatural, dove le concorrenti devono sfoggiare un abito che rappresenti un personaggio del folclore messicano. Lolita Banana dichiara Regina salva, e lascia le altre concorrenti sul palco per le critiche. Argennis e Gala Varo sono le peggiori mentre Cristian Peralta è la migliore della puntata.
- L'eliminazione: Argennis e Gala Varo vengono chiamate ad esibirsi con la canzone Ábranse perras di Gloria Trevi. Gala Varo si salva, mentre Argennis viene eliminata dalla competizione.

### Episodio 7 –Terapia Villanas de Telenovela
Il settimo episodio si apre con le concorrenti che rientrano nell'atelier dopo l'eliminazione di Argennis, con Gala triste per aver eliminato una sua cara amica. Il giorno successivo le concorrenti discutono sul perché meritano di vincere la competizione.
- La sfida principale: le concorrenti devono recitare nella soap opera Villa No Más, dove ogni concorrente dovrà interpretare la parte di un'antagonista proveniente da varie telenovela messicane. Durante l'assegnazione dei ruoli, si vengono a creare delle tensioni fra alcune delle concorrenti che vogliono interpretare lo stesso personaggio. Dopo aver assegnato i copioni, le concorrenti raggiungono Valentia e Lolita Banana, che aiuteranno a produrre la soap opera nel ruolo di registe.

| Concorrente      | Personaggio interpretato | Ispirazione       | Ispirazione         |
| Concorrente      | Personaggio interpretato | Personaggio       | Telenovela          |
| ---------------- | ------------------------ | ----------------- | ------------------- |
| Cristian Peralta | Pereza                   | Teresa            | Teresa              |
| Gala Varo        | Zafiro                   | Rubí              | Rubí                |
| Lady Kero        | Crinolina Creel          | Catalina Creel    | La tana dei lupi    |
| Margaret Y Ya    | Paola Brecha             | Paola Bracho      | La usurpadora       |
| Matraka          | Temeraria                | María Paula       | Lazos de amor       |
| Regina Voce      | Zoraida Monterrubio      | Soraya Montenegro | María la del Barrio |

Giudice ospite della puntata è Alan Estrada. I temi della sfilata di questa puntata sono Chica Joven, Señora de la Casa e Maldita Villana, dove le concorrenti devono sfoggiare tre abiti che raccontano la loro storia da antagonista di una telenovela. Dopo la sfilata e le critiche dei giudici, Valentina dichiara Margaret Y Ya e Lady Kero le peggiori, mentre Matraka è la migliore della puntata.
- L'eliminazione: Margaret Y Ya e Lady Kero vengono chiamate ad esibirsi con la canzone Quítame ese hombre del corazón di Pilar Montenegro. Lady Kero si salva, mentre Margaret Y Ya viene eliminata dalla competizione.

### Episodio 8 –Re-Diseña con Levi's
L'ottavo episodio si apre con le concorrenti che rientrano nell'atelier dopo l'eliminazione di Margaret, con le concorrenti che scherzano su come i tarocchi di Regina abbiano predetto l'uscita di Margaret dalla competizione. Il giorno successivo le concorrenti discutono sulla pressione che sentono per essere le ultime cinque rimaste.
- La mini sfida: le concorrenti prendono parte ad un servizio fotografico a tema lucha libre, dove devono posare in un ring con delle mosse di wrestling. La vincitrice della mini sfida è Lady Kero.
- La sfida principale: le concorrenti devono realizzare un outfit d'alta moda utilizzando esclusivamente dei paia di jeans del marchio Levi's, in onore del 150º anniversario dalla nascita del marchio. Avendo vinto la mini sfida, Kero ha possibilità di scegliere per prima i materiali da utilizzare per la sfida.

Giudice ospite della puntata è Mabel Cadena. Il tema della sfilata è Denim Eleganza Extravaganza, dove le concorrenti devono presentare l'outfit appena creato. Visto l'ottimo lavoro di tutte le concorrenti, Lolita Banana annuncia che non ci sarà nessuna eliminazione e che le due concorrenti con il punteggio più alto si sfideranno in un playback della vittoria per decretare la migliore della puntata. Gala Varo e Matraka vengono nominate le migliori della sfida.
- Il playback della vittoria: Gala Varo e Matraka vengono chiamate ad esibirsi con la canzone Bizcochito di Rosalía. Matraka viene dichiarata vincitrice del playback e, inoltre, viene proclamata anche la migliore della puntata.

### Episodio 9 –Roast y Stand Up Comedy
Il nono episodio si apre con le concorrenti che rientrano nell'atelier dopo il playback della vittoria, con Matraka al settimo cielo per aver vinto il primo Lipsync for the Win nella storia dell'edizione messicana, mentre le altre discutono su come si svolgeranno le prossime eliminazioni.
- La mini sfida: le concorrenti devono pescare a sorte un pupazzo che rappresenti una delle altri concorrenti, metterlo in drag e fare un siparietto comico imitando l'altra concorrente. La vincitrici della mini sfida sono Matraka e Regina Voce.
- La sfida principale: le concorrenti dovranno esibirsi in un numero di stand-up comedy esibendosi dal vivo davanti ai giudici. Avendo vinto la mini sfida Matraka e Regina decidono l'ordine di esibizione che è: Gala, Regina, Matraka, Kero ed infine Cristian, quest'ultima non è molto contenta di questa scelta ma alla fine decide di continuare e di non arrendersi. Una volta scritte le battute, ogni concorrente raggiunge il palco principale dove ricevono consigli da Valentina e Lolita Banana.

Giudice ospite della puntata è Manu NNa. Il tema della sfilata è Picante, dove le concorrenti devono sfoggiare un abito completamente rosso. Dopo la sfilata e le critiche dei giudici, Valentina dichiara Gala Varo e Lady Kero le peggiori, mentre Cristian Peralta è la migliore della puntata.
- L'eliminazione: Gala Varo e Lady Kero vengono chiamate ad esibirsi con la canzone De mí enamórate di Daniela Romo. Gala Varo si salva, mentre Lady Kero viene eliminata dalla competizione.

### Episodio 10 –Reinas de Belleza Latinas
Il decimo episodio si apre con le concorrenti che rientrano nell'atelier dopo l'eliminazione di Kero, con le concorrenti al settimo cielo per essere le ultime quattro rimaste. Il giorno successivo le concorrenti discutono sulle vittorie di tutte, e su chi riuscirà ad accedere alla finale.
- La sfida principale: le concorrenti devono fare un make-over, cioè truccare e preparare un fan del programma proveniente da un paese dell'America Latina per farli diventare simili in drag. Le coppie vengono formate a sorte. Durante la preparazione della sfida, le concorrenti e i fan si confrontano tra loro su diverse questioni, come ad esempio come i fan hanno avuto momenti complicati nelle loro vite a causa del loro orientamento sessuale e su come le concorrenti devono costantemente dare il massimo per essere accettate nella società.

| Concorrente      | Fan (Nome Reale)  | Origini   | Fan (Nome in Drag) |
| ---------------- | ----------------- | --------- | ------------------ |
| Cristian Peralta | Gabriel Jadue     | Cile      | Gaby Peralta       |
| Gala Varo        | Jhonier Magdaleno | Venezuela | Dalí Varo          |
| Matraka          | Cristian Duque    | Colombia  | Maraca             |
| Regina Voce      | Jorge Zavala      | Messico   | Johanna Voce       |

Giudice ospite della puntata è Laura Carmine. Il tema della sfilata è Miss Drag Latinoamérica, dove le concorrenti e i superfan devono sfoggiare due abiti da reginette di bellezza che rappresenti la loro famiglia drag. Dopo la sfilata e le critiche dei giudici, Lolita Banana dichiara Matraka e Regina Voce le peggiori, mentre Cristian Peralta è la migliore della puntata ed accede alla finale, Gala Varo si salva ed accede alla finale.
- L'eliminazione: Matraka e Regina Voce vengono chiamate ad esibirsi con la canzone El bombón asesino di Ninel Conde. Dopo un'esibizione fantastica da parte di entrambe, Valentina e Lolita Banana annunciano che sia Matraka sia Regina Voce sono salve ed entrambe accedono alla finale.

### Episodio 11 –Reunión
In questo episodio tutte le concorrenti, si riuniscono insieme con Valentina e Lolita Banana, per parlare della loro esperienza nello show: discutendo di quali sono stati i loro momenti migliori, delle sfide più difficili e delle scelte di stile effettuate delle concorrenti durante lo show.
Inoltre viene eletta la Miss Simpatia dello show che, come accade nella versione statunitense, è stata scelta dalle concorrenti. A vincere il titolo è stata Lady Kero.

### Episodio 12 –La Gran Final
Il dodicesimo ed ultimo episodio di quest'edizione si apre con le concorrenti che, dopo l'annuncio delle quattro finaliste, discutono nell'atelier su chi riuscirà a vincere l'edizione e su chi sarà proclamata la prima Drag Superstar messicana.
Per l'ultima prova, prima di incoronare la vincitrice di quest'edizione, le concorrenti devono cantare, ballare ed esibirsi dal vivo sulla canzone di Thalía, ¿A quién le importa? e poi devono prendere parte ad un'intervista con Valentina e Lolita Banana.
Per la realizzazione della coreografia, le concorrenti raggiungono lo studio, dove il coreografo Nelson Parra insegna i vari passi della coreografia. Nel frattempo a una ad una le concorrenti prendono parte all'intervista con Valentina e Lolita Banana che pongono domande sulla loro esperienza in questa edizione di Drag Race México.
I giudici della puntata sono: Valentina, Lolita Banana e Óscar Madrazo. Il tema della sfilata è Mi Mejor Drag, dove tutte le concorrenti dell'edizione devono sfilare con il loro vestito migliore. Dopo le critiche, le finaliste tornano nell'atelier dove ad aspettarle ci sono tutte le concorrenti dell'edizione, dove discutono dell'esperienza vissuta nello show.
Al ritorno sulla passerella, Valentina comunica che tutte le finaliste hanno rubato la scena e che si affronteranno insieme per la sfida finale. Cristian Peralta, Gala Varo, Matraka e Regina Voce si esibiscono in playback sulla canzone El me mintió di Amanda Miguel. Dopo l'esibizione, Valentina e Lolita Banana dichiarano Cristian Peralta vincitrice della prima edizione di Drag Race México.